# Lolozukhu
Lolozukhu is een bestuurslaag in het regentschap Nias Selatan van de provincie Noord-Sumatra, Indonesië. Lolozukhu telt 713 inwoners (volkstelling 2010).